# Adapazarı
Adapazarı è una città della Turchia di 239 284 abitanti, centro del distretto omonimo e nucleo principale del comune metropolitano di Sakarya.
È sede universitaria.

## Educazione e cultura
Università di Sakarya, una delle più grandi università della Turchia in termini di iscrizione degli studenti. Dalla sua fondazione nel 1992, l'Università Sakarya ha influenzato la cultura della città e trasformato la vita pubblica.
Oltre all'università, molte istituzioni diverse modellano e influenzano la cultura della città. Adapazarı Kültür Merkezi (Centro culturale Adapazarı), Ofis Sanat Merkezi (Centro artistico Ofis) il Sakarya Müzesi (Museo di Sakarya) e Sakarya Sanat Galerisi (Galleria d'arte Sakarya) sono le principali istituzioni culturali guidate dal comune. Adapazari ospita anche organizzazioni culturali ed educative non governative. Di loro, Sakarya Bilgi Kültür Merkezi fornisce attività educative e culturali.
Kent Park presenta un'autentica e pittoresca ricostruzione di una storica ruota idraulica che un tempo forniva acqua fresca potabile dal fiume Çark alle fontane pubbliche situate ad ogni isolato in tutta la città. La ruota idraulica in legno originale, comunemente nota come ruota Çark, è stata mantenuta e ristrutturata per funzionare in una forma o nell'altra dal 1724 al 1955.

## Amministrazione

### Gemellaggi
- Louisville, dal 2012
- Sukhumi, dal 1992
- Delft
- Shumen